# Limitische Heide
De Limitische Heide is een natuurgebied van het Goois Natuurreservaat ten noorden van de Naarderstraat tussen Naarden en Huizen.
Het gebied bestaat voornamelijk uit heidegebied met hier en daar kleine stuifduintjes en verspreide opslag van houtgewas met aan de randen loof- en naaldbos. De Limitische Heide ligt aan de rand van het vroegere Naardense ontzandingsgebied. De naam ontstond omdat er bij de vele zandafgravingen tot een grens de Limiet zand mocht worden gewonnen. De heide is in de loop der jaren gedeeltelijk begroeid geraakt met bomen. Om deze verbossing en vergrassing tegen te gaan wordt er seizoenbegrazing ingezet.

## Zandhagedissen
In het gebied ligt een klein stuk stuifzand waarin begin jaren 1990 zandhagedissen werden aangetroffen. In Het Gooi komt deze soort bijna niet meer voor. Deze reptielen leggen hun eitjes in het zand waar ze vervolgens door zonnewarmte uitkomen. Om de habitat te verbeteren is het op drieëntwintig plaatsen geschikter gemaakt als ei-afzetplek. Zon beschenen plekken werden geplagd tot op het kale zand. Ook werden heideveld en stuifzand met elkaar verbonden door bomen te verwijderen. Ten slotte werden passagegoten aangelegd om migratie naar de Nieuw Bussummerheide mogelijk te maken.

## Afbeelding

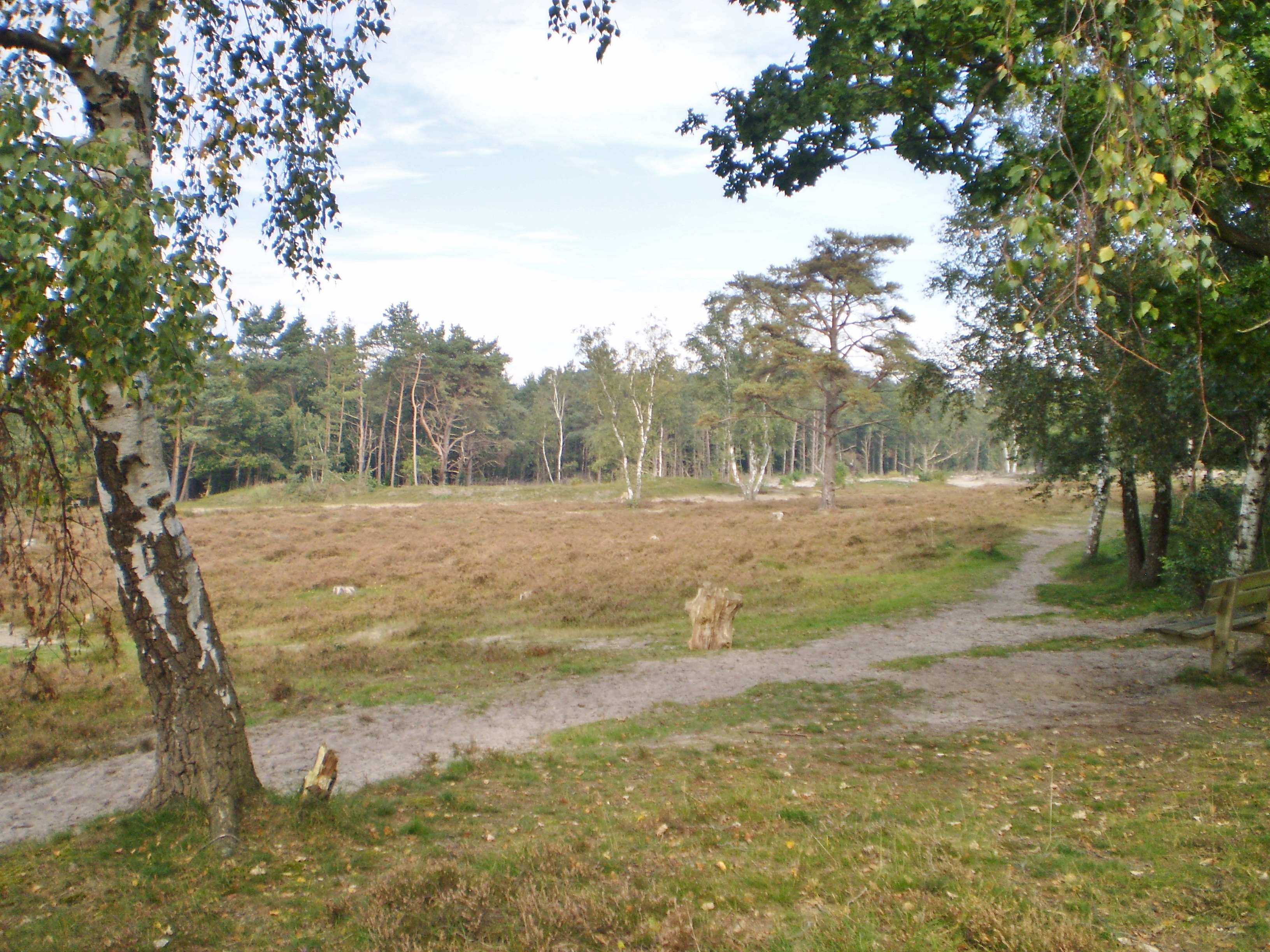
De Limitische Heide gezien richting Duinweg